# Sahlene
Anna Sahlene, właśc. Anna Cecilia Sahlin (ur. 11 maja 1976 w Söderhamn) – szwedzka piosenkarka oraz aktorka filmowa i dubbingowa. Zdobywczyni trzeciego miejsca dla Estonii w 47. Konkursie Piosenki Eurowizji (2002).

## Młodość
Jest najstarszą z siedmiorga dzieci w rodzinie. Za namową rodziców, w dzieciństwie zaczęła uczyć się gry na wiolonczeli, gitarze, oboju i fortepianie.
Mając 9 lat, zagrała Annę w filmach Dzieci z Bullerbyn i sequelu Dzieci z Bullerbyn: Nowe przygody.

## Kariera muzyczna
W wieku 18 lat przeprowadziła się do Sztokholmu, gdzie rozpoczęła karierę wokalną, dołączając do składu chóru gospelowego One Voice prowadzonego przez Gabriela Forssa. Zaśpiewała również na płycie zespołu Rhythm Avenue pt. Twelve Steps Down the Avenue z 1997. W 1999 wystąpiła jako chórzystka w trakcie występu Charlotte Nillson podczas 44. Konkursu Piosenki Eurowizji, a w 2000 wsparła wokalnie Claudette Pace z Malty podczas jej występu w konkursie w 2000. Również w 2000 wydała debiutancki singiel, „The Little Voice”, z którym dotarła do 51. miejsca szwedzkiej listy przebojów. W 2003 nową wersję piosenki nagrała amerykańska aktorka i wokalistka Hilary Duff.
Pod koniec 2001 zgłosiła się z piosenką „Runaway” do udziału w estońskim programie Eurolaul 2002 wyłaniającego reprezentanta Estonii w 47. Konkursie Piosenki Eurowizji. Zakwalifikowała się do finału eliminacji wybranych spośród 90 zgłoszeń. Pod koniec stycznia wystąpiła w finale selekcji i zdobyła największe poparcie komisji jurorskiej, dzięki czemu zajęła pierwsze miejsce, zostając reprezentantką Estonii, gospodarza Konkursu Piosenki Eurowizji organizowanego w Tallinnie. Wygrała także 30 tys. duńskich koron i podróż do ciepłych krajów, którą ufundowała agencja turystyczna Wris Tours. 25 maja zaśpiewała w finale konkursu i zajęła trzecie miejsce po zdobyciu 111 punktów na koncie, w tym m.in. maksymalnych not 12 punktów od Szwecji i Łotwy. W czerwcu z singlem „Runaway” zadebiutowała na 20. miejscu szwedzkiej listy przebojów. W 2003 wydała debiutancki album studyjny pt. It’s Been a While. Promowała go singlami: „The Little Voice”, „Runaway”, „House”, z którym dotarła do 52. miejsca krajowej listy przebojów i „We’re Unbreakable”, z którym zgłosiła się do udziału w szwedzkich eliminacjach eurowizyjnych Melodifestivalen. 8 marca otworzyła czwarty półfinał konkursu i zajęła w nim piąte miejsce, przez co nie awansowała do kolejnego etapu. W międzyczasie wystąpiła podczas otwarcia koncertów Roberta Planta i zespołu Bon Jovi w Szwecji. Latem 2004 roku zaśpiewała gościnnie w tytułowym utworze z płyty What a Wonderful World grupy Joybells.

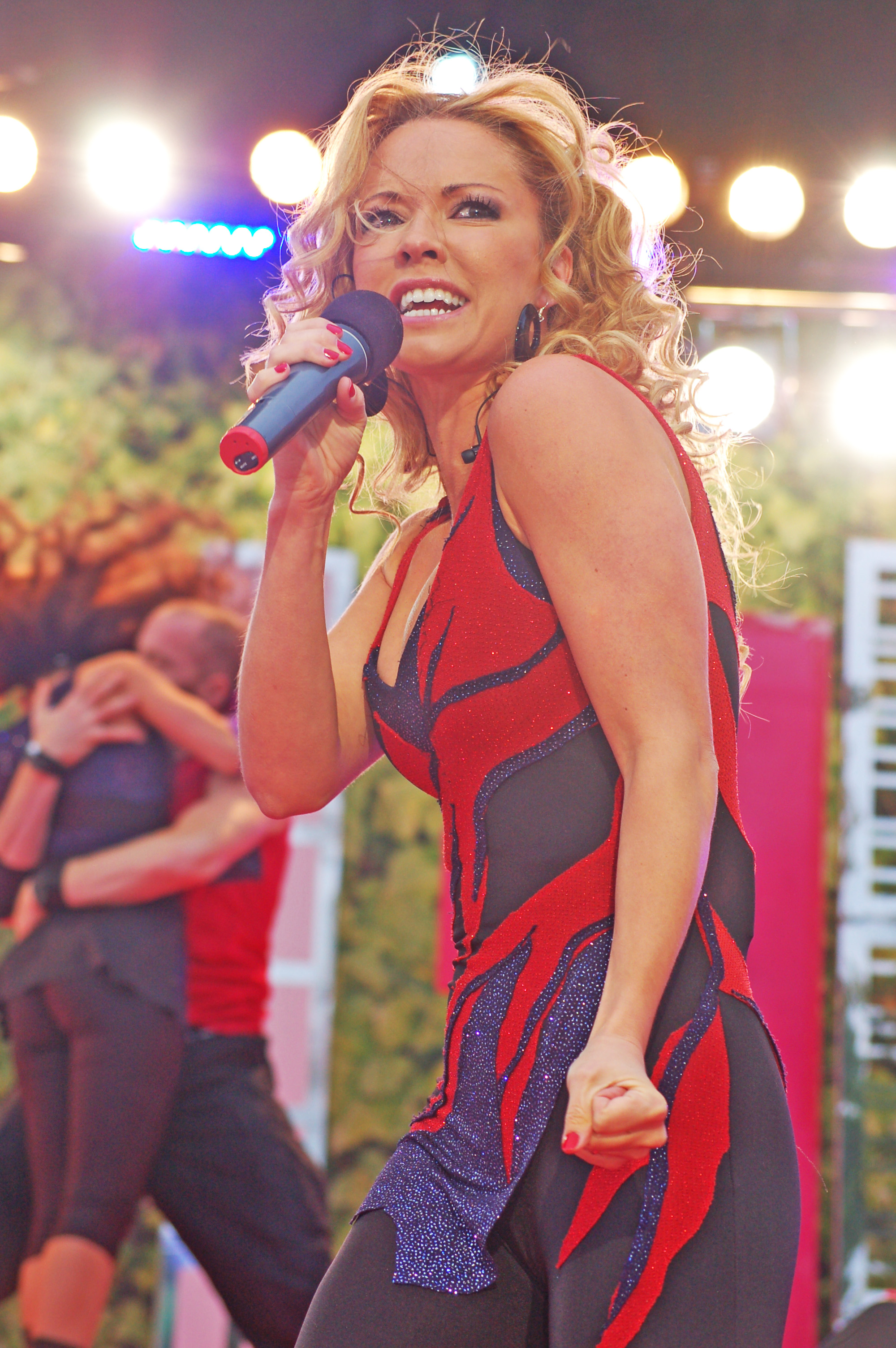
Sahlene podczas koncertu, 2008

W lutym 2005 wydała drugi album studyjny pt. Photograph. Pierwszym singlem z płyty został utwór „Creeps”, z którym dotarła do 13. miejsca listy przebojów w Finlandii i 28. miejsca w Szwecji. W 2006 z piosenką „This Woman” uczestniczyła w szwedzkich eliminacjach eurowizyjnych Melodifestivalen. W lutym wystąpiła jako trzecia w kolejności w pierwszym półfinale selekcji i, zdobywszy 25 954 głosów od telewidzów, zajęła piąte miejsce, nie kwalifikując się do następnego etapu. Z singlem dotarła do 19. miejsca listy przebojów w kraju. W styczniu 2008 zgłosiła się do rumuńskich eliminacji eurowizyjnych Selecția Națională z piosenką „Dr Frankenstein”, która nagrała w duecie z LaGaylią Frazier. Pomimo zajęcia pierwszego miejsca w głosowaniu jurorów, zrezygnowała z udziału w finale selekcji z powodu zobowiązań artystycznych w Szwecji, które kolidowały terminowo z datami rozegrania półfinałów Eurowizji. W 2009 uczestniczyła w szwedzkich eliminacjach Melodifestivalen z piosenką „Killing Me Tenderly”, którą nagrała z Marią Haukaas Storeng. Zajęli przedostatnie, siódme miejsce w czwartym półfinale, nie zdobywając awansu do finału. Z utworem dotarły do 10. miejsca krajowych list przebojów.
W 2010 została jedną z kilkunastu szwedzkich wykonawców, którzy zaśpiewali w charytatywnych singlu „Ta min hand”, napisanym i nagranym w celu wsparcia akcji Stowarzyszenie „SOS Wioski Dziecięce”. Jesienią wyruszyła z LaGaylią Frazier w trasę koncertową po kraju z R&B-owym projektem pt. The Blues Mothers. W lutym 2012 wydała singiel „Jamie”, który zapowiadał jej trzeci album studyjny pt. Roses, wydany we wrześniu 2012. W grudniu zaczęła występy w szwedzkiej inscenizacji musicalu Jesus Christ Superstar wystawianego w Göta Lejon Theatre, w którym odgrywała rolę Marii Magdaleny.
Była chórzystką podczas występu Michaela Rice'a w 64. Konkursie Piosenki Eurowzji w Tel Awiwie.

## Działalność pozamuzyczna
W 2000 wystąpiła w sesji zdjęciowej do magazynu dla mężczyzn „Slitz”.
W 2007 uczestniczyła w drugiej edycji programu rozrywkowego TV4 Let’s Dance.
Użyczyła głosu bohaterom w szwedzkiej wersji językowej filmów: Roboty (2005) Disco robaczki (2009) i Tajemnica zielonego królestwa (2013).

## Dyskografia
Albumy studyjne
| Rok  | Tytuł                                    |
| ---- | ---------------------------------------- |
| 2003 | It’s Been a While - Wydawca: M&L Records |
| 2005 | Photograph - Wydawca: Lionheart Records  |
| 2012 | Roses - Wydawca: Lionheart Records       |

## Filmografia
Role filmowe
| Rok  | Tytuł                             | Postać |      |
| ---- | --------------------------------- | ------ | ---- |
| 1986 | Dzieci z Bullerbyn                | Anna   | Anna |
| 1987 | Dzieci z Bullerbyn: Nowe przygody | Gloria |      |

Role dubbingowe
| Rok  | Tytuł                         | Postać       |
| ---- | ----------------------------- | ------------ |
| 2005 | Roboty                        | Cynka        |
| 2009 | Disco robaczki                | Gloria       |
| 2013 | Tajemnica zielonego królestwa | Królowa Tara |